# Juicio oral (México)
El juicio oral es, en México, un nuevo tipo de sistema judicial que suplantará al sistema inquisitivo penal. Es llamado Sistema Acusatorio e implica una característica que intenciona un avance contra la corrupción y los juicios precarios. Primero será explicado el origen de ambos sistemas (inquisitivo y acusatorio), luego se presenta un desarrollo de las características del nuevo sistema, para finalizar con su implementación en el contexto mexicano.
CNPP Artículo 348. Juicio.
El juicio es la etapa de decisión de las cuestiones esenciales del proceso. Se realizará sobre la base de la acusación en el que se deberá asegurar la efectiva vigencia de los principios de inmediación, publicidad, concentración, igualdad, contradicción y continuidad.

## Historia

### Sistema acusatorio

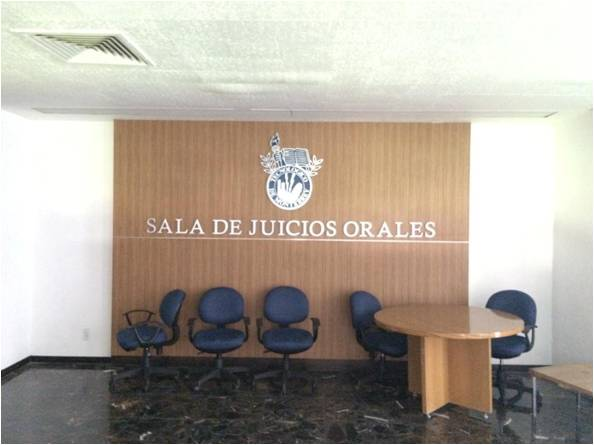
Salas que se utilizan para jerarquizar la participación de los asistentes en
audiencias judiciales. Los elementos arquitectónicos de la sala son diseñados a fin de fomentar el buen desempeño de las actividades dentro de ellas.

El juicio oral, parte del sistema acusatorio, había sido originado en distintas partes del mundo (Escandinavia, Alemania, EE. UU., entre otros) antes de la creación del estado, cuando muy poca gente sabía escribir . Fue una de las primeras maneras empleadas por las comunidades para solucionar problemas internos y dictar sentencias. Estos diálogos se formalizaron a juicios durante la Edad Media, aunque no contaban con protocolos (haciéndolos más informales que la manera escrita). Sin embargo, existían sentencias específicas para cada delito y procedimientos para conocer la verdad (variando entre culturas).

### Sistema inquisitivo
El sistema inquisitivo escrito es fruto europeo de la evolución del formalismo procesal desde la Edad Media a través del renacimiento. Al llegar la colonización del continente americano, los gobiernos pertenecientes a la Nueva España adoptaron ese sistema penal, reforzados con la llegada de la Santa Inquisición. Hasta nuestros días no había tenido cambios significativos, pero, debido a sus longevos juicios basados en la confesión (causa de la mayoría de encarcelaciones injustas), ha sido propuesto que el sistema acusatorio tome su lugar en el sistema penal mexicano.

## Principios

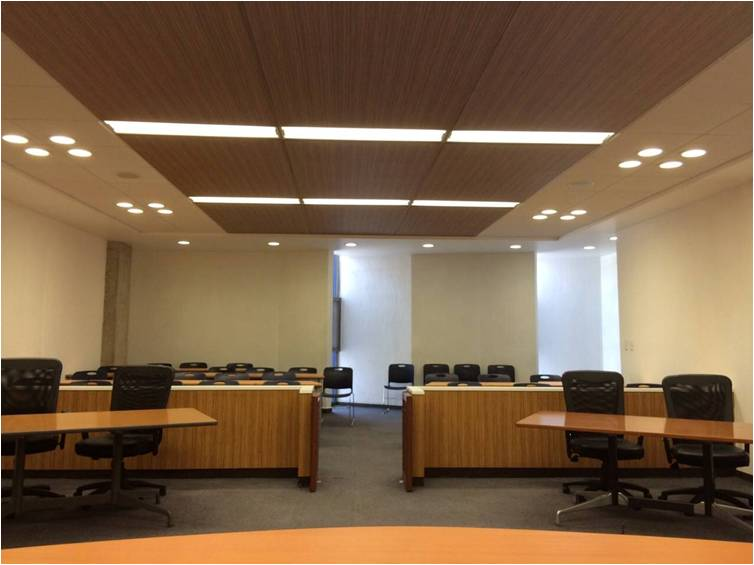
En este espacio el público puede escuchar todo lo que sucede dentro del lugar, la mayoría de las personas que integran el público son los familiares del imputado y de la víctima.

El sistema acusatorio está basado en los siguientes principios: 
•Principio acusatorio, que establece que todo juicio debe comenzar con una acusación para poder comenzar las investigaciones.
•Principio de igualdad, donde ambas partes (ataque y defensa) deben contar con las mismas posibilidades de ejercer sus derechos totalmente, el juez velante por ello. Para esto se requiere que ambas partes (ataque y defensa) estén presentes.
•Principio de contradicción, derecho de ambas partes de refutar argumentos de la oposición con pruebas, hasta que la contradicción entre las pruebas (testimonios inclusos) indique la calidad probatoria de la parte que la sufrió. En este principio hay conocimiento directo de las pruebas.
•Principio de inviolabilidad del derecho de defensa, dictando imposible la carencia de defensa por parte del acusado en algún estado del proceso.
•Principio de presunción de inocencia, que indica que ninguna persona es culpable hasta que se demuestre lo contrario y se aplique una sentencia condenatoria subsecuente, limitando a casos excepcionales el uso de la prisión preventiva. Es importante señalar que el tribunal sólo considera lo acontecido en la audiencia para decidir sobre la inocencia o culpabilidad del acusado.
•Principio de publicidad, donde todo juzgamiento debe ser realizado públicamente, fomentando la transparencia y conocimiento de las razones y procesos a partir de la acusación.
•Principio de oralidad, dictada cualquier petición, argumento, prueba, objeción, etc., siendo de manera hablada como entre al registro. Es importante mencionar que en este tipo de juicios se consideran los mensajes enviados con el lenguaje corporal, las variaciones de la voz, movimientos del rostro, etcétera.
•Principio de inmediación, siendo que el juez que haga efectiva la sentencia ha tenido contacto con todos los aspectos expuestos por ambas partes para poder realizar la decisión. Se debe considerar que es en la audiencia en donde el juez conocerá por primera vez los hechos, lo que dota de imparcialidad al juicio.
•Principio de identidad personal, indica que ni el acusado, ni el juzgador pueden ser reemplazados o ausentes en alguno de los procesos, desde el inicio hasta la conclusión (con excepción del juez de control, quien está a cargo de la etapa de investigación).
•Principio concentración, unificando todas las sesiones de una acusación en un solo caso para darle continuidad. De hecho no puede haber interrupción entre la vista de la causa o debate.

## Etapas
11/08/19 última modificación.

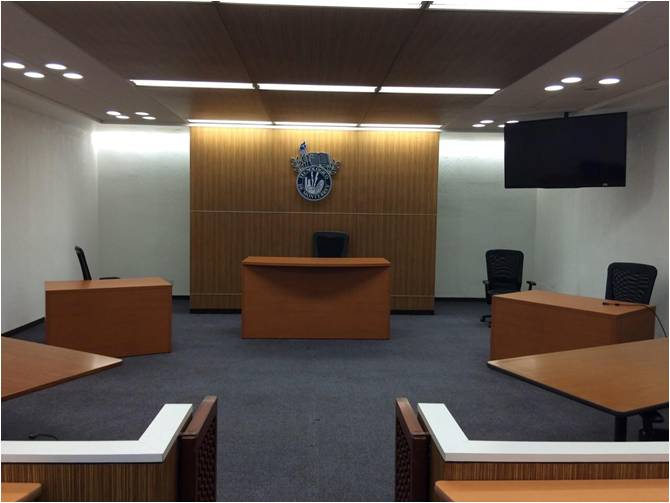
En cada sala se encuentran lugares específicos para las personas que participan en él. Desde la parte central se pueden observar todos los elementos a analizar durante el juicio, por lo tanto, el juez toma este lugar. Las partes laterales del frente son específicamente para los testigos y en la parte trasera se encuentran el defensor, la víctima, el fiscal y el imputado.

Artículo 211 Código Nacional Procedimientos Penales. (CNPP) 
El cual se divide en tres etapas: 
·        Etapa de Investigación.
·        Etapa Intermedia.
·        Etapa de Juicio Oral. 
El sistema acusatorio es manejado acatando los siguientes pasos en orden: 
La etapa de investigación (pudiendo ser con detenido o sin detenido) busca recabar pruebas que no tienen validez alguna (a menos que produzcan una contradicción durante el juicio), sino que reafirman los argumentos que presente la parte.
El paso intermedio es una depuración de pruebas (por causas de dilatación, irrelevancia e ilicitación) y cuando ha lugar la acusación por parte del Ministerio Público.
Es en la siguiente etapa donde entra el juicio oral, estableciendo los hechos, las pruebas obtenidas durante la etapa de investigación y la sentencia final, presentando también interrogatorio y contrainterrogatorio una vez, cada uno, por juicio oral (pudiendo ser replicado y duplicado).
Finalmente la individualización de la pena, haciendo ejercer la sentencia dictada en la conclusión del juicio.

Al juzgar se ven involucrados tres figuras diferentes:
·        Juez de Garantía o Control.
·        Juez tribunal o de juicio oral.
·        Juez de la ejecución de las penas.
11/08/19 última modificación.
¿Cuándo inicia la etapa de juicio oral?
Comprende con el Auto de apertura a juicio (CNPP Artículo 347) hasta la sentencia, esta audiencia estará presidida por tres jueces que conocen de la acusación, las pruebas y defensa.
Es aquí donde tendrán validez las pruebas desahogadas en juicio.
Artículo 349 CNPP. Fecha, lugar, integración y citaciones 
El Tribunal de enjuiciamiento una vez que reciba el auto de apertura a juicio oral deberá establecer la fecha para la celebración de la audiencia de debate, la que deberá tener lugar no antes de 20 ni después de 60 días naturales contados a partir de la emisión del auto de apertura a juicio. Se citará oportunamente a todas las partes para asistir al debate. El acusado deberá ser citado, por lo menos con 7 días de anticipación al comienzo de la audiencia.
La audiencia solo se puede suspender una vez y por un plazo de 10 días o, de lo contrario, se considera interrumpida y debe ser motivo de reinicio, previa declaración de nulidad de lo actuado en ella. Art. 352 CNPP.
Al inicio el juez presidente debe señalar las acusaciones que sean objeto del juicio y que aparezcan contenidas en el auto de apertura, así como los acuerdos probatorios a que hayan llegado las partes.
Posteriormente, la audiencia se desarrolla de forma oral en el orden siguiente:
·        Alegatos de apertura por el Ministerio Público, del Asesor Jurídico y del Defensor.
·        Desahogo de pruebas del Ministerio Público, del Asesor Jurídico y del Defensor.
·        Declaración del imputado (si es su deseo) que pueden darse en cualquier momento de la audiencia.
·        Alegatos de clausura por el Ministerio Público, del Asesor Jurídico y del Defensor.
·        Deliberación.
·        Explicación de la sentencia.
11/08/19 última modificación.

## Salidas alternativas
Existen también salidas de juicio alternativas, es decir, maneras relativamente flexibles de resolver la disputa para ahorrar recursos (tiempo, dinero, personal) y hacer un juicio eficiente, siempre y cuando la acusación esté exenta de homicidio. Algunas soluciones alternativas son la negociación entre ambas partes con el tribunal, la mediación y la conciliación, esta última terminante cancelante todo el proceso, pues se anula la acusación. Además, los procedimientos pueden ser acortados mediante un juicio abreviado, donde se negocia el acuerdo final en etapas tempranas del proceso, ahorrando desgaste y cupo en el sistema.

## El juicio oral en México
El sistema acusatorio, contrayendo el juicio oral, fue puesto en vigencia el 20 de junio de 2008, aunque su ejecución ha sido progresiva y paulatina a lo largo de la república, difiriendo por estados. La siguiente tabla indica el estado de implementación del sistema de cada entidad federativa de la república.
| Etapa inicial       | Etapa de planeación | Etapa de entrada en vigor | Etapa de operación |
| ------------------- | ------------------- | ------------------------- | ------------------ |
| Aguascalientes      | Campeche            | Hidalgo                   | Chihuahua          |
| Baja California Sur | Chiapas             | Guanajuato                | Oaxaca             |
| Coahuila            | Colima              | Yucatán                   | Durango            |
| Nayarit             | Ciudad de México    | Puebla                    | Zacatecas          |
| Quintana Roo        | Guerrero            |                           | Estado de México   |
| Sinaloa             | Jalisco             |                           | Morelos            |
| Veracruz            | Michoacán           |                           | Baja California    |
|                     | Nuevo León          |                           |                    |
|                     | Querétaro           |                           |                    |
|                     | San Luis Potosí     |                           |                    |
|                     | Sonora              |                           |                    |
|                     | Tabasco             |                           |                    |
|                     | Tamaulipas          |                           |                    |
|                     | Tlaxcala            |                           |                    |